# Michael Ashley
Michael C. B. Ashley est un astronome australien, professeur à l'Université de Nouvelle-Galles du Sud, à Sydney. Il est surtout connu pour son travail en Antarctique, avec l'étude de la capacité de seeing au Dôme C. 

## Antarctique et dôme C
En septembre 2004, Nature a publié un rapport écrit par Jon Lawrence, Michael Ashley, Andrei Tokovinin et Tony Travouillon sur les capacités de seeing des télescopes astronomiques en Antarctique. Le document concluait que le Dôme C serait « le meilleur site au sol pour développer un nouvel observatoire astronomique ». Les données utilisées dans ce rapport ont été recueillies par une série d'expériences de contrôle à distance par la station franco-italienne Concordia près du Dôme C. Cependant, Ashley et son équipe ont été en Antarctique sur quatre voyages distincts, en 1995, 1998, 2001 et 2004 pour des expériences antérieures, telles que des mesures de la qualité proche infrarouge de la luminosité du ciel,. Il a été constaté que les photos prises à partir d'un télescope au Dôme C sont, en moyenne, 2,5 fois meilleures que celles prises dans des observatoires ailleurs. Cette découverte a été saluée comme la découverte du ciel le plus clair sur Terre,.